# België op het Eurovisiesongfestival 1993
Eurosong 1993 was de Belgische preselectie voor het Eurovisiesongfestival 1993, dat gehouden zou worden in de Ierse plaats Millstreet. De finale vond plaats op 6 maart, na vier halve finales te hebben gehad in de vier weken voordien. De punten werden verdeeld door zes jury's: één deskundige jury en vijf provinciale jury's. Barbara Dex won met Iemand als jij, en mocht zo haar land vertegenwoordigen op het Eurovisiesongfestival.

## Uitslag
| Plaats | Artiest          | Lied                      | Punten |
| ------ | ---------------- | ------------------------- | ------ |
| 1      | Barbara Dex      | Iemand als jij            | 58     |
| 2      | Nadia            | Vrij                      | 51     |
| 3      | Lisa Del Bo      | Vlinder                   | 42     |
| 4      | Leopold 3        | Vergeet-mij-nietje        | 41     |
| 5      | Roestvrij        | Noem het maar geluk       | 40     |
| 6      | Bart Herman      | Ik ga dood aan jou        | 35     |
| 7      | Mieke            | Waarom zou er vrede zijn' | 30     |
| 8      | Wim Ravell       | Alles doen                | 26     |
| 9      | Wendy Van Wanten | Zonder verklaring         | 12     |
| 10     | Petra            | Ga door                   | 7      |
| 11     | Bert Decorte     | Afrika                    | 4      |
| 12     | Robin Nills      | Ballerina'                | 2      |

## In Millstreet
België trad op als zevende deelnemer van de avond, na Griekenland en voor Malta. Aan het einde van de avond stond Barbara Dex op de vijfentwintigste en laatste plaats met 3 punten. Nederland had geen punten over voor deze inzending. Het was de zevende keer dat België laatste werd op het Eurovisiesongfestival. 
Naar aanleiding van de kleding die Dex tijdens haar optreden droeg werd in 1997 de Barbara Dex Award ingesteld. Dit is een prijs die jaarlijks wordt toegekend aan de slechtst geklede artiest op het festival.

### Gekregen punten

#### Finale
| 12 punten | 10 punten | 8 punten    | 7 punten | 6 punten |
| --------- | --------- | ----------- | -------- | -------- |
|           |           |             |          |          |
| 5 punten  | 4 punten  | 3 punten    | 2 punten | 1 punt   |
|           |           | - Duitsland |          |          |

### Punten gegeven door België

#### Finale
Punten gegeven in de finale:
| 12 punten | Verenigd Koninkrijk   |
| 10 punten | Zweden                |
| 8 punten  | Zwitserland           |
| 7 punten  | Nederland             |
| 6 punten  | Noorwegen             |
| 5 punten  | Spanje                |
| 4 punten  | Kroatië               |
| 3 punten  | Oostenrijk            |
| 2 punten  | Ierland               |
| 1 punt    | Bosnië en Herzegovina |

1956 · 1957 · 1958 · 1959 · 1960 · 1961 · 1962 · 1963 · 1964 · 1965 · 1966 · 1967 · 1968 · 1969 · 1970 · 1971 · 1972 · 1973 · 1974· 1975 · 1976 · 1977 · 1978 · 1979 · 1980 · 1981 · 1982 · 1983 · 1984 · 1985 · 1986 · 1987 · 1988 · 1989 · 1990 · 1991 · 1992 · 1993 · 1994 · 1995 · 1996 · 1997 · 1998 · 1999 · 2000 · 2001 · 2002 · 2003 · 2004 · 2005 · 2006 · 2007 · 2008 · 2009 · 2010 · 2011 · 2012 · 2013 · 2014 · 2015 · 2016 · 2017 · 2018 · 2019 · 2020 · 2021 · 2022 · 2023 · 2024 · 2025